# Nath-Sakura
Nath-Sakura (Gerona, 21 de noviembre de 1973), nombre artístico de Nathalie Balsan-Duverneuil, es una fotógrafa y periodista franco-española de Midi libre.

## Biografía
Nath-Sakura nació el 21 de noviembre de 1973 en Gerona, de padres desconocidos. Se crio en un orfanato. Se dedicó a la fotografía y al periodismo, antes de iniciar un cambio de sexo en 2004. En 2011 intervino durante el «Assises du corps transformé» en la facultad de derecho de Montpellier  Su cambio de estado civil fue pronunciado por el tribunal superior de Montpellier el 6 de octubre de 2011.
Nath-Sakura es fotoperiodista, pero también fotógrafa de arte. Su trabajo, que puede vincularse a una corriente fetiche y glamurosa, desarrolla un enfoque personal donde, en un estilo erótico y underground, explora especialmente los temas de la identidad, los pasajes entre géneros y la transformación de los cuerpos, Su cambio de sexo es una parte integral de su obra por eso ha observado desde sus inicios sus índices de testosterona libre y después de progesterona en la sangre, en cada una de sus fotografías.
Nath-Sakura ha participado en varias exposiciones y publicado trabajos de colecciones fotográficas.

### Exposiciones
- 2003
  - Exposición " Arte en prisión », prisión de Villeneuve-lès-Maguelone [7]
- 2005
  - Museo de Arte Contemporáneo de Barcelona,[8] [9]
- 2007
  - “ Los Tarots de Marsella », Festival Toques et clochers 2007, expuesto en Alet-les-Bains [10] yMarseille[cita requerida] </link> .
  - “ Vauban a Tolón », Museo Balaguier - La Seyne-sur-Mer [11]
  - Arte Lisboa, Lisbonne, Portugal[cita requerida]   .
- 2008
  - Exposición " Contradictorio », en la discoteca Divan du Monde, París.
- 2009
  - Exposición " Para acabar con la fotografía », galería de arte asociativa [12] Chez moi, chez toi, Nimes.[13]
- 2010
  - Exposición " Todo la lujuria se va », Galería Backstage, Marsella.[14]
- 2011
  - Exposición " Ergoso », galería La Vitrine, Arles (febrero) [15]
  - Exposición " Ícono(s), Lilith vs Eva », Museaav, Niza (marzo) [16]
  - Exposición " Entre ellas », Galería de Arte Concorde, París (abril) [17]
  - Madrina del festival de fotografía alternativa Supernova de Montpellier,[18] expuesta en el Chai-du-Terral de Saint-Jean-de-Védas ( Hérault ) en mayo [19]
  - Galerie Hoche, Versalles, junio[cita requerida]</link> .
  - Exposición " Los calcetines de café están apagados. » en el marco del festival Off de los encuentros de Arles [20]
- 2013
  - Exposición " Cuerpo del delito »,[21] y conferencia sobre su trabajo de fotoperiodismo [22] en la Feria Internacional de Fotografía de Riedisheim [23]
- 2014
  - Exposición en Hollywood (Estados Unidos) en la Artist's Corner Gallery & Bookmaking en el marco del 23 Exposición de arte fotográfico de Los Ángeles [24]
  - Exposición en Hong Kong (China), en la Asia Contemporary Art Show de la galería Paris Art Limited [25]
  - Exposición en Rennes (Francia), en la galería Eleven [26]
- 2015
  - Ponente en los Encuentros de Fotografía Profesional organizados en Corum (Montpellier) los días 13.12 y14 avril 2015 [27]
- 2019
  - Invitado de honor junto a Lee Jeffries del 22 de mayo al 10 juin 2019 en el Vincennes Image Festival (VIF) [28]
- 2021
  - Invitado de honor de la 11 Semana Fotográfica de Port-de-Bouc
- 2022
  - Invitado de honor de la 13 Semana Fotográfica de Saint-Laurent-du-Var [29]
  - Presidente del jurado e invitado de honor del Concurso Nacional de Fotografía Salon-de-Provence [30]
  - Ganador, en la categoría “foto creativa” del festival internacional de fotografía Urban 2022 photo Awards en Trieste (Italia) Photo Days [31]

### Publicaciones
- Pervy Obsessions, colección fotográfica, prefacio de Robert Chouraqui Thomas Ragage editor, Neuilly, 2008ISBN 978-2-915460-54-4
- 1 mujer, 2 hombres, 3 miradas, colección fotográfica e ilustraciones con Fabrizio Pasini y Nalair, prefacio de Patrick Wecksteen, Neuilly, editorial Thomas Ragage, 2009ISBN 978-2-915460-79-7
- Fatales con la colaboración de Clair Obscur, textos de Jean-Paul Gavard-Perret, prefacio de Christophe Mourthé, Montpellier, éditions Victoria, 2012ISBN 978-2-9542917-0-3
- Eternelles, textos de Eugène Durif, Montpellier, ediciones Victoria, 2014ISBN 978-2-9542917-1-0
- Fotografía en todas sus formas, manual de fotografía e iluminación, Montpellier, ediciones Victoria, 2018.ISBN 978-2-9542917-2-7
- Fotografía en todas sus formas, manual de fotografía e iluminación, volumen 2, Montpellier, ediciones Victoria, 2019ISBN 978-2-9542917-4-1
- Iluminación y fotografía del retrato, Montpellier, éditions Victoria, éditions Eyrolles, 2020ISBN 9782212679953
- Iluminación y fotografía del objeto, Montpellier, éditions Victoria, éditions Eyrolles, 2022ISBN 9782416004353
- (en alemán) Porträt und Licht: Das Praxisbuch für professionelle Beleuchtung, Dpunkt.Verlag GmbH, 2022ISBN 978-3864908651
- (en inglés) Fotografía de producto: iluminación, composición y técnicas de disparo, Rocky Nook, 2022ISBN 978-1681989297